# Abagrotis hennei
Abagrotis hennei är en fjärilsart som beskrevs av John S. Buckett 1968. Abagrotis hennei ingår i släktet Abagrotis och familjen nattflyn. Inga underarter finns listade i Catalogue of Life.